# Partizanski zločin v Krimski jami in na Mihčevem breznu
Do partizanskega zločina v Krimski jami in na Mihčevem breznu je prišlo, ko so jugoslovanski partizani leta 1942 pobili številne civiliste v bližnjih vaseh in jih nato zmetali v jamo in na brezno. 
3. četa 1. bataljona Ljube Šercerja Notranjskega odreda - pod vodstvom Mirka Novaka Frica je med majem in avgustom 1942 pobila več lokalnih prebivalcev iz Notranjske - večinoma kmete in delavce, in trupla odvrgla v brezno Krimske jame med Begunjami pri Cerknici in Rakitno. Do konca leta 2016 so v breznu med izkopavanji našli ostanke 31 trupel - med žrtvami so bili tudi še nerojen dojenček, star komaj 32 tednov in dva otroka, stara 2 do 3 leta., žrtve so bile v brezno večinoma pometane gole. Po besedah Dr. Veluščka je šlo predvsem za maščevanje nad prebivalstvom, ki se ni strinjalo s komunistično revolucijo.
Nekaj trupel umrlih so zmetali v Mihčevo brezno pri Bezuljaku.
Čeprav je bil partizanski zločin veliko časa prikrit, so že v med vojno vaški stražarji na skrivaj raziskovali jamo. Prva raziskava je bila opravljena septembra 1942. Pri tem so vaški stražarji ugotovili, da so bile žrtve gole, ko so jih zmetali v jamo, nekatere pa so imele oblečene samo spodnje hlače. Leta 2016 je komisija za preiskovanje prikritih množičnih grobišč po naročilu vlade Republike Slovenije bolj podrobno raziskala jamo. Pri tem so iz jame izkopali vse posmrtne ostanke žrtev ter jih identificirali, čeprav se domneva, da je v jami posmrtnih ostankov še več žrtev. Posmrtne ostanke 28 žrtev so oktobra 2016 ob prisotnosti predsednika republike Boruta Pahorja pokopali v skupno grobnico na pokopališču v Begunjah pri Cerknici. Pokop ob prisotnosti predsednika Pahorja in somaševanju nadškofa dr. Antona Stresa, domačega župnika Maksa Ipavca ter številnih drugih duhovnikov je pomenil simbolno vrnitev zamolčanih nedolžnih žrtev Krimske jame v javni spomin.